# Aristolochia humilis
Aristolochia humilis är en piprankeväxtart som beskrevs av Elmer Drew Merrill. Aristolochia humilis ingår i släktet piprankor, och familjen piprankeväxter. Inga underarter finns listade i Catalogue of Life.